# Feràlia
Les Feràlia o Feràlies (en llatí Feralia) eren unes festes de l'antiga Roma dedicades als difunts. Es celebraven l'últim dia de les Parentalia quan s'organitzaven diverses cerimònies públiques amb ofrenes i sacrificis als Manes en nom de tota la ciutat.
Les Feràlia se celebraven cada any el dia 21 de febrer, com es pot deduir d'una carta de Ciceró a Tit Pomponi Àtic. Aquell dia marcava el final de les festes de les Parentalia, que duraven nou dies (del 13 al 21 de febrer) i se celebraven en honor als morts, tal com recorda Ovidi en el segon llibre dels Fastos. El terme "Feralia" estava etimològicament lligat al costum de "portar" (en llatí fero) regals als difunts. De fet, a les Feralia els ciutadans romans portaven ofrenes a les tombes dels seus avantpassats difunts on es lliuraven, en un gerro de fang, garlandes de flors, espigues de blat, una mica de sal, pa sucat amb vi on hi havia violetes dissoltes. També ho havia ofrenes suplementàries, però els morts només eren apaivagats amb les ofrenes rituals. Aquestes senzilles ofrenes per als morts havien estat introduïdes al Laci, segons la tradició, potser per Eneas, que havia abocat vi i violetes sobre la tomba d'Anquises. Ovidi narra que una vegada els romans es van descuidar de celebrar les Feralia perquè estaven en guerra, i els esperits dels morts havien sortit de les tombes molt enfadats, cridant i vagant pels carrers. Després d'aquest episodi, es van instaurar cerimònies reparadores i les horribles manifestacions van cessar.
El dia de les Feralia, que no es considerava nefast, es mantenien tancats els temples, els magistrats no podien portar la toga pretexta i no es celebraven casaments.